# Hubert Terheggen
Hubert J.M. (Hub) Terheggen (Ubbergen, 16 maart 1933 – Leuven, 22 december 1989) was een Nederlands manager annex muziekproducent, en omroepbaas.
Terheggen studeerde rechten en filosofie. Hij was sinds 1955 betrokken bij Radio Luxembourg. Die zender had een Nederlandse tak waarbij Terheggen werkte. In 1970 maakte de zender een ommezwaai naar Duitsland en Terheggen werd baas bij een aan het station gelieerde muziekuitgeverij. Inmiddels was hij ook betrokken geraakt bij Thijs van Leer en later de band Focus. Het was zijn taak onder meer om de kemphanen Thijs van Leer en Jan Akkerman bijeen te houden.
Terheggen was er ooit medeverantwoordelijk voor dat Felix Meurders diskjockey kon worden bij Radio Luxembourg en een langdurige radio- en televisiecarrière kreeg. Veel later ontdekte hij Lara Fabian.
Hij was net benoemd tot programmaleider toen hij op 56-jarige leeftijd overleed als gevolg van een verkeersongeluk in België. Terheggen werd begraven in Heverlee.